# Bridgette McCarthy
Pour les articles homonymes, voir McCarthy.
Bridgette McCarthy est une judokate britannique. 

## Palmarès international
| Année | Compétition           | Lieu     | Résultat | Catégorie      |
| ----- | --------------------- | -------- | -------- | -------------- |
| 1979  | Championnats d'Europe | Kerkrade | 3e       | Moins de 52 kg |
| 1980  | Championnats d'Europe | Udine    | 2e       | Moins de 52 kg |
| 1980  | Championnats du monde | New York | 3e       | Moins de 52 kg |